# Саидов, Ином
Ином Саидов — советский хозяйственный, государственный и политический деятель.

## Биография
Родился в 1925 году в городе Бешарык. Член КПСС.
Участник Великой Отечественной войны в составе 93-го гв. самоходного ттп, 55-го стрелкового полка 176-й стрелковой дивизии (II). С 1947 года — на хозяйственной, общественной и политической работе. В 1947—1984 гг. — военрук школы имени Куйбышева Кировского района Ферганской области, партийный работник в Ферганской области, секретарь Кировского райкома КП Узбекистана, второй секретарь Кировского райкома КП Узбекистана, первый секретарь Кировского райкома КП Узбекистана.
Жил в Узбекистане.

## Награды и звания
- орден Октябрьской Революции (05.03.1982[2])
- орден Отечественной войны II степени (06.04.1985[3])
- орден Трудового Красного Знамени (08.04.1971[4]; 27.12.1976[5])
- орден «Знак Почёта» (01.03.1965[6])